# Triactis
Triactis es un género de anémona marina de la familia Aliciidae. Es monotípica, teniendo solo una especie: Triactis producta. Se encuentra en aguas poco profundas en el Indo-pacífico, viviendo en el fondo marino, las rocas y los corales. Deriva gran parte de sus necesidades energéticas de las algas simbióticas que contiene. También forma una relación mutualista con ciertos cangrejos pequeños.

## Descripción
Triactis producta es una pequeña y enigmática anémona de color marrón pálido. La base crece hasta 1 cm de diámetro y la columna se extiende hasta 1,5 cm de altura. En su disco oral tiene unos 50 tentáculos relativamente largos. En la mitad de la columna hay un anillo de ramificación de color marrón claro con pseudotentáculos. Son extensiones tubulares de la pared de la columna, con unas protuberancias semiesféricas conocidas como vesículas. Pueden ser grises, rosas o verdes y están repletas de células urticantes llamadas cnidocitos.

## Distribución y hábitat
Triactis producta se encuentra en aguas poco profundas del océano Indo-Pacífico, extendiéndose desde el mar Rojo y Mozambique a Hawái y la Polinesia Francesa. Es poco visible, creciendo en ocasiones en grietas o entre las ramas de corales pétreos. A veces se producen racimos densos de lo que probablemente son individuos clonados.

## Biología
Triactis producta tiene dos maneras de alimentarse. Durante el día, retrae los tentáculos y extiende los pseudotentáculos. Son marrón oscuro debido a la alta concentración que contiene del alga conocida como zooxanthellae. Esto produce azúcares por la fotosíntesis que la anémona utiliza como alimento. La retracción de los tentáculos maximiza su potencial fotosintético. Las vesículas que parecen comestibles para los depredadores protegen a los pseudotentáculos. Por la noche, o cuando hay una luz tenue, la corona de tentáculos se expande y busca pequeños invertebrados en el agua circundante, inmovilizándolo con cnidocitos.
Los cangrejos boxeadores del género Lybia desarrollaron una relación mutualista con las anémonas como la Triactis producta. Las extremidades anteriores de los cangrejos tienen quelas modificadas, pudiendo agarrar cada una de ellas a una anémona por su columna. Las esgrime como un arma para mantener alejados a los depredadores o para proteger su territorio. Las anémonas utilizadas son pequeñas, sobrepasando en pocas ocasiones los 8 mm de altura. Si pierde una de las anémonas, puede cortar la otra por la mitad, ya que ambas partes crecerán de nuevo como individuos diferentes. El cangrejo también utiliza las anémonas para inmovilizar y capturar a su presa. A las anémonas no parece afectarles ser utilizadas de esta manera.

## Interacción con humanos
En el mar Rojo, Triactis producta es una de las anémonas más venenosas. Los síntomas de sus picaduras en la piel desnuda incluye dolor e hinchazón. En un caso, duró varias semanas y se acompañó con una lesión pigmentada con ampollas y una sensibilidad prolongada en la piel. El agente tóxico encontrado era muy estable y resistente a químicos y tratamiento de calor.